# Карьелло, Франческо
Франческо Карьелло (итал. Francesco Cariello, родился 3 мая 1975 года в Битонто) — итальянский политик, депутат Палаты депутатов Италии от Движения пяти звёзд.

## Биография
Получил образование в сфере инженерного управления. Работал в частной компании.
Избран в Палату депутатов 19 марта 2013 года по итогам парламентских выборов от XXI избирательного округа Апулия. Заместитель председателя парламентской комиссии по расследованиям фактов контрафакции, пиратской деятельности и коммерческих угроз с 26 июня 2014 года. С 7 мая 2013 работает в V комиссии (по бюджету, финансам и планированию).